# Perseguição aos zoroastristas
A perseguição aos zoroastristas é a perseguição religiosa feita contra os seguidores da fé zoroastriana. A perseguição aos zoroastristas tem acontecido através da história. A discriminação e o assédio começaram em forma de violência esparsa e conversões forçadas. Tem-se registo da destruição de templos do fogo por muçulmanos, e os zoroastristas a viver sob o domínio muçulmano tinham de pagar um imposto exclusivo chamado jizia.
Os templos zoroastristas foram profanados, os santuários foram destruídos e mesquitas foram construídas no lugar deles. Muitas bibliotecas foram queimadas e muita da herança cultural foi perdida. Gradualmente começou a aumentar o número de leis que regulavam os sequazes zoroastristas, limitando a sua participação na sociedade. Ao longo do tempo a perseguição aos zoroastristas tornou-se mais comum e mais espalhada, e o número de asseclas foi significantemente diminuído pela força.
Muitos foram forçados a converter-se devido ao abuso sistemático e à discriminação dos governantes. Uma vez que uma família zoroastriana era forçada a converter-se ao Islão, os filhos eram enviados a um madraçal para aprender árabe e os ensinamentos do islamismo; desta maneira algumas destas pessoas perderam a sua fé zoroastriana. Porém, baixo o domínio samânida, os quais era muçulmanos provenientes do zoroastrismo, a língua persa floresceu. Por vezes, clérigos zoroastristas ajudaram muçulmanos contra aqueles a quem o zoroastrismo classificava como hereges.
As comunidades zoroastrianas e judaicas na Pérsia pré-islâmica conviveram pacificamente muitos séculos antes da invasão árabe (Συμποσιακά). Isto está também reflectido nalguns livros do Antigo Testamento.

## Perseguição aos zoroastristas pelos muçulmanos

### Conquista islâmica

Símbolo de Zoroastro.

Até à conquista muçulmana, a Pérsia (actualmente Irão) no século VII era um estado politicamente independente, dominado por uma maioria zoroastriana. O zoroastrismo tinha sido a religião oficial de quatro impérios persas antes da conquista islâmica; o último foi o Império Sassânida, que fez um édito consolidando a religião em 224 d.C. A invasão árabe trouxe consigo o fim repentino do domínio do zoroastrismo na Pérsia e estabeleceu o Islão como religião oficial do estado.
Depois da conquista muçulmana da Pérsia os zoroastristas receberam o estatuto de dhimmi e foram sujeitos a perseguições; a discriminação e o assédio começaram na forma de violência esparsa. Aqueles que pagavam a jizia estavam sujeitos a insultos e humilhações pelos cobradores de impostos. Os zoroastristas que tinham sido capturados como escravos nas guerras obteriam de volta a sua liberdade se se convertessem ao Islão.

## Perseguição aos zoroastristas pelos cristãos
De acordo com Mary Boyce, os zoroastristas que viviam baixo o domínio cristão na Ásia Menor sofreram repressão, principalmente durante o longo conflito entre o Império Romano e a Pérsia. Há relatos de que cristãos vivendo em territórios conquistados pelos sassânidas teriam destruído muitos templos zoroastristas. Alguns padres cristãos extinguiram o fogo sagrado dos zoroastristas e tachavam-nos de "seguidores do malvado Zardusht (Zoroastro), que serviam falsos deuses e os elementos naturais".